# Курники (зупинний пункт)
Ку́рники — пасажирський залізничний зупинний пункт Тернопільської дирекції Львівської залізниці.
Розташований біля присадибних ділянок та неподалік від села Курники, Тернопільський район Тернопільської області на лінії Тернопіль — Ланівці між станціями Тернопіль (12 км) та Збараж (12 км).
Станом на травень 2019 року щодня дві пари дизель-потягів прямують за напрямком Ланівці — Тернопіль-Пасажирський.